# 광양항선
광양항선(光陽港線)은 전라남도 광양시의 황길역에서 광양항역을 연결하는 한국철도공사의 철도 노선으로, 경전선의 지선으로, 광양항 개발계획에 따라 1998년에 완공된 화물 전용 노선이다. 광양항 컨테이너 수송이 주 기능이다.

## 연혁
- 1998년 12월 31일 : 광양항선 황길~광양항 구간 완공
- 2019년 4월 17일 : 철도 노선번호 변경에 따라 30703으로 변경[1]

## 노선 정보
- 노선 거리 : 2.7 km
- 운영 기관 : 한국철도공사(전 구간)
- 궤간 : 1435mm(표준궤)
- 통행 방식 : -
- 역 수 : 2
- 복선 구간 : 없음
- 전철화 구간 : 없음
- 보안 장치 : ATS

## 역 목록
광양항선의 역 목록은 다음과 같다.
| 역명   | 로마자 역명   | 한자 역명 | 역간거리 (km) | 영업거리 (km) | 접속 노선  | 소재지   | 소재지 | 비고     |
| ------ | ------------- | --------- | ------------- | ------------- | ---------- | -------- | ------ | -------- |
| 황길   | Hwanggil      | 黃吉      | 0.0           | 0.0           | 광양제철선 | 전라남도 | 광양시 | 신호장   |
| 광양항 | Gwangyanghang | 光陽港    | 2.7           | 2.7           |            | 전라남도 | 광양시 | 화물전용 |

## 미래
광양항선 자체의 개량 계획은 없으나, 광양항선의 수송 능력을 분담하기 위해 광양제철선 초남역에서 새로 광양항 서쪽 지역으로 들어가기 위한 인입선이 2005년에 착공되어 2010년 6월 24일 신광양항선으로써 개통되었다.